# أوغي دياز
أوغي دياز هو متسابق يخت كوبي، ولد في 6 يونيو 1954 في هافانا في كوبا.

## وصلات خارجية
- أوغي دياز على موقع الاتحاد الدولي للملاحة الشراعية (موقع جديد) (الإنجليزية)
- أوغي دياز على موقع الاتحاد الدولي للملاحة الشراعية (موقع قديم) (الإنجليزية)